# Killing–Hopfs sats
Inom matematiken är Killing–Hopfs sats ett resultat som säger att en fullständig sammanhängande Riemannmångfald av konstant krökning är isometrisk till ett kvot av en sfär, ett Euklidiskt rum eller ett hyperboliskt rum med en grupp som verkar fritt och egentligt diskontinuerligt. Dessa mångfalder är kända som rumformer. Killing–Hopfs sats bevisades av Killing (1891) och Hopf (1926).

### Allmänna källor
- Hopf, Heinz (1926), ”Zum Clifford-Kleinschen Raumproblem”, Mathematische Annalen (Springer Berlin / Heidelberg) 95:  313–339, doi:10.1007/BF01206614, ISSN 0025-5831, http://dx.doi.org/10.1007/BF01206614
- Killing, Wilhelm (1891), ”Ueber die Clifford-Klein'schen Raumformen”, Mathematische Annalen (Springer Berlin / Heidelberg) 39:  257–278, doi:10.1007/BF01206655, ISSN 0025-5831, http://dx.doi.org/10.1007/BF01206655